# Liste des monuments historiques d'Aartselaar
Cette page regroupe l'ensemble des monuments classés de la ville d'Aartselaar dans la province d'Anvers en Belgique.
| Objet                                        | Statut du classement? | Année de construction/architecte | Section communale | Adresse                     | Coordonnées                      | Numéro d'inventaire | Illustration                                 |
| -------------------------------------------- | --------------------- | -------------------------------- | ----------------- | --------------------------- | -------------------------------- | ------------------- | -------------------------------------------- |
| (nl) Rode Klaerhof, hoeve                    |                       |                                  | Aartselaar        | Kleistraat 223              | 51° 08′ 18″ nord, 4° 23′ 54″ est | 12423               | (nl) Rode Klaerhof, hoeve                    |
| (nl) Burgerhuis dubbelhuistype XIX           |                       |                                  | Aartselaar        | Kapellestraat 72            | 51° 07′ 51″ nord, 4° 23′ 20″ est | 12434               | (nl) Burgerhuis dubbelhuistype XIX           |
| (nl) Hoeve Gys, hoeve Bruynenbaert           |                       |                                  | Aartselaar        | Kontichsesteenweg 62        | 51° 08′ 41″ nord, 4° 23′ 43″ est | 12417               | (nl) Hoeve Gys, hoeve Bruynenbaert           |
| (nl) Château de Cleydael, château avec douve | Oui                   |                                  | Aartselaar        | Cleydaellaan 36             | 51° 08′ 18″ nord, 4° 21′ 50″ est | 12436               | (nl) Château de Cleydael, château avec douve |
| (nl) Kasteel Solhof, neoclassicisme          | Oui                   |                                  | Aartselaar        | Baron van Ertbornstraat 118 | 51° 08′ 15″ nord, 4° 23′ 38″ est | 12419               | (nl) Kasteel Solhof, neoclassicisme          |
| (nl) Cleystaaf, hoeve                        |                       |                                  | Aartselaar        | Kontichsesteenweg 77        | 51° 08′ 44″ nord, 4° 23′ 51″ est | 12437               | (nl) Cleystaaf, hoeve                        |
| (nl) Gemeentelijke basisschool meisjes       |                       |                                  | Aartselaar        | Carillolei 2                | 51° 08′ 01″ nord, 4° 23′ 11″ est | 12421               | (nl) Gemeentelijke basisschool meisjes       |
| (nl) Kasteel Lindenbos, eclectisme           |                       |                                  | Aartselaar        | Boomsesteenweg 139          | 51° 06′ 47″ nord, 4° 22′ 22″ est | 12420               | Téléverser                                   |
| (nl) Burgerhuis 1902                         |                       |                                  | Aartselaar        | Carillolei 7                | 51° 07′ 57″ nord, 4° 23′ 09″ est | 12422               | (nl) Burgerhuis 1902                         |
| (nl) Hoeve                                   |                       |                                  | Aartselaar        | Kontichsesteenweg 78        | 51° 08′ 39″ nord, 4° 23′ 56″ est | 12438               | Téléverser                                   |
| (nl) Herenhuis enkelhuistype met koetshuis   |                       |                                  | Aartselaar        | Kapellestraat 70            | 51° 07′ 52″ nord, 4° 23′ 20″ est | 12433               | (nl) Herenhuis enkelhuistype met koetshuis   |
| (nl) Parochiekerk Sint-Leonardus             |                       |                                  | Aartselaar        | Laar                        | 51° 08′ 01″ nord, 4° 23′ 15″ est | 12441               | (nl) Parochiekerk Sint-Leonardus             |
| (nl) Rijhuis                                 |                       |                                  | Aartselaar        | Baron van Ertbornstraat 24  | 51° 08′ 06″ nord, 4° 23′ 20″ est | 12416               | (nl) Rijhuis                                 |
| (nl) Boerenhuis 1859                         |                       |                                  | Aartselaar        | Wullebeekstraat 6           | 51° 07′ 27″ nord, 4° 23′ 14″ est | 12447               | Téléverser                                   |
| (nl) Wolffaertshof, Gemeentehuis, pastorie   | Oui                   |                                  | Aartselaar        | Baron van Ertbornstraat 1   | 51° 08′ 06″ nord, 4° 23′ 17″ est | 12414               | (nl) Wolffaertshof, Gemeentehuis, pastorie   |
| (nl) Boerenhuis                              |                       |                                  | Aartselaar        | Antwerpsesteenweg 17B       | 51° 08′ 25″ nord, 4° 22′ 40″ est | 12413               | Téléverser                                   |
| (nl) Kasteel Buerstede, neoclassicisme       | Oui                   |                                  | Aartselaar        | Antwerpsesteenweg 19        | 51° 08′ 27″ nord, 4° 22′ 41″ est | 12412               | Téléverser                                   |
| (nl) Hoeve                                   |                       |                                  | Aartselaar        | Adriaan Sanderslei 81       | 51° 07′ 55″ nord, 4° 23′ 42″ est | 12411               | (nl) Hoeve                                   |
| (nl) Woning                                  |                       |                                  | Aartselaar        | Lindelei 58                 | 51° 08′ 00″ nord, 4° 23′ 35″ est | 12410               | Téléverser                                   |
| (nl) Reeks arbeiderswoningen                 |                       |                                  | Aartselaar        | Guido Gezellestraat 23      | 51° 08′ 07″ nord, 4° 23′ 07″ est | 12427               | (nl) Reeks arbeiderswoningen                 |
| (nl) Hoeve                                   |                       |                                  | Aartselaar        | Zinkvalstraat 1             | 51° 07′ 57″ nord, 4° 21′ 43″ est | 12448               | Téléverser                                   |
| (nl) Hoeve                                   |                       |                                  | Aartselaar        | Zinkvalstraat 5             | 51° 08′ 05″ nord, 4° 21′ 28″ est | 12449               | Téléverser                                   |
| (nl) Hoeve                                   |                       |                                  | Aartselaar        | Zinkvalstraat 50            | 51° 07′ 39″ nord, 4° 22′ 05″ est | 12450               | Téléverser                                   |
| (nl) Voormalige Gemeentelijke jongensschool  |                       |                                  | Aartselaar        | Carillolei 1                | 51° 07′ 59″ nord, 4° 23′ 12″ est | 83806               | (nl) Voormalige Gemeentelijke jongensschool  |
| (nl) Voormalige Gemeentelijke jongensschool  |                       |                                  | Aartselaar        | Carillolei 3                | 51° 07′ 59″ nord, 4° 23′ 12″ est | 83806               | (nl) Voormalige Gemeentelijke jongensschool  |
| (nl) Onze-Lieve-Vrouw-Middelareskapel        |                       |                                  | Aartselaar        | Koekoekstraat               | 51° 06′ 46″ nord, 4° 21′ 43″ est | 83807               | Téléverser                                   |
| (nl) Langgestrekte hoeve                     |                       |                                  | Aartselaar        | Zinkvalstraat 42            | 51° 07′ 37″ nord, 4° 22′ 07″ est | 83808               | Téléverser                                   |
| (nl) Burgerhuizen                            |                       |                                  | Aartselaar        | Guido Gezellestraat 32      | 51° 08′ 08″ nord, 4° 23′ 08″ est | 12428               | (nl) Burgerhuizen                            |
| (nl) Hoeve                                   |                       |                                  | Aartselaar        | Kontichsesteenweg 83        | 51° 08′ 41″ nord, 4° 23′ 57″ est | 12439               | (nl) Hoeve                                   |
| (nl) Burgerhuizen                            |                       |                                  | Aartselaar        | Guido Gezellestraat 30      | 51° 08′ 08″ nord, 4° 23′ 08″ est | 12428               | (nl) Burgerhuizen                            |
| (nl) Schandpaal                              |                       |                                  | Aartselaar        | Laar                        | 51° 08′ 03″ nord, 4° 23′ 15″ est | 12440               | Téléverser                                   |
| (nl) Molen van 't Heike, staakmolen          | Oui                   |                                  | Aartselaar        | Reetsesteenweg Z.nr.        | 51° 07′ 25″ nord, 4° 23′ 31″ est | 12444               | (nl) Molen van 't Heike, staakmolen          |
| (nl) Hoeve                                   |                       |                                  | Aartselaar        | Hof-te-Briezlaan 22         | 51° 07′ 33″ nord, 4° 23′ 31″ est | 12430               | Téléverser                                   |
| (nl) Hof van Briez, hoeve                    |                       |                                  | Aartselaar        | Hof-te-Briezlaan 20         | 51° 07′ 34″ nord, 4° 23′ 34″ est | 12429               | Téléverser                                   |
| (nl) Hoeve                                   |                       |                                  | Aartselaar        | Pierstraat 78               | 51° 07′ 05″ nord, 4° 23′ 10″ est | 12443               | Téléverser                                   |
| (nl) Reeks arbeiderswoningen                 |                       |                                  | Aartselaar        | Guido Gezellestraat 19      | 51° 08′ 07″ nord, 4° 23′ 07″ est | 12427               | (nl) Reeks arbeiderswoningen                 |
| (nl) Hoekhuis, Cafe Belle Vue, dorpswoning   |                       |                                  | Aartselaar        | Reetsesteenweg 75           | 51° 07′ 21″ nord, 4° 23′ 37″ est | 12445               | Téléverser                                   |
| (nl) Hoeve                                   |                       |                                  | Aartselaar        | Dijkstraat 11               | 51° 08′ 49″ nord, 4° 23′ 36″ est | 12424               | (nl) Hoeve                                   |
| (nl) Hovenierswoning                         |                       |                                  | Aartselaar        | Groenenhoek 134             | 51° 08′ 49″ nord, 4° 21′ 27″ est | 12425               | Téléverser                                   |
| (nl) Reeks arbeiderswoningen                 |                       |                                  | Aartselaar        | Guido Gezellestraat 17      | 51° 08′ 07″ nord, 4° 23′ 07″ est | 12427               | (nl) Reeks arbeiderswoningen                 |
| (nl) Jongensschool                           |                       |                                  | Aartselaar        | Leon Gilliotlaan 2          | 51° 07′ 58″ nord, 4° 23′ 12″ est | 83806               | (nl) Jongensschool                           |